# Jesus Camp
Jesus Camp is een Oscargenomineerde Amerikaanse documentaire uit 2006 van regisseuses Heidi Ewing en Rachel Grady. De rolprent ging op 7 juni 2007 in Nederland in première.

## Inhoud
Jesus Camp volgt een aantal jonge Amerikaanse kinderen terwijl ze op het zomerkamp Kids on Fire in North Dakota geïndoctrineerd worden in rechts-nationalistisch evangelisch christendom en o.a. het daarmee samenhangende creationisme. Ewing en Grady brengen verschillende activiteiten tijdens het zomerkamp in beeld, zoals kampleider Becky Fischer die de kinderen leert dat de bijbel wetenschap is en dat democratie een gemankeerd systeem is in tegenstelling tot een theocratie. Er verschijnen kinderen in beeld die helemaal opgaan in evangelisatie, alsmede kinderen die de angst voor en het gepreek over zonde te veel wordt. Aan het woord komen onder meer kampleidster Fischer, voorganger Ted Haggard, verschillende kinderen en aanhangers van gematigder verschijningsvormen van het christendom.

## Prijs
- Grand Jury Award - Silverdocs Documentary Festival

## Dvd
Jesus Camp verscheen op 23 januari 2007 in de Verenigde Staten op dvd.

## Staartje
De in de documentaire opgevoerde kinderpredikant Fischer verklaarde in een dergelijke mate negatieve reacties te hebben gekregen naar aanleiding van de film, dat er voor onbepaalde tijd geen kampen georganiseerd worden. In plaats hiervan komen andere activiteiten.